# Luzulaspis frontalis
Luzulaspis frontalis är en insektsart som beskrevs av Green 1928. Luzulaspis frontalis ingår i släktet Luzulaspis och familjen skålsköldlöss. Inga underarter finns listade i Catalogue of Life.